# Любов (христианска добродетел)
Любов (в Новия завет наречена с гръцката дума „агапе“ – на гръцки: αγάπη, на латински: caritas) е една от трите основни добродетели на християнството, наред с вярата и надеждата, и е главната сред тях. Християнската църква учи, че любовта (милосърдието) е и любов към Бога (на латински: amore Dei) и в същото време любов към ближния (на латински: amore proximi), порадки което втората без първата не струва много.

## Същност
По своята същност, тя наподобява майчинската и бащинската любов към дете, което родителят продължава да обича и да участва в съдбата му независимо от всичко.
Но за разлика от родителската любов, християнската любов не зависи от семейните връзки, както и от възрастта, пола, различията в социалния статус и т. н.
Насърчава да служиш на човек, имаш желание да помагаш на други, да ги защитаваш, изпълняваш за всички нужди на другите, независимо от собствените ти интереси.
„Защото Бог толкова възлюби света, че даде Своя Единороден Син, за да не погине нито един, който вярва в Него, а да има вечен живот.“ [Йоан 3:16]
„Нова заповед ви давам: да се любите един друг; както Аз ви възлюбих, така и вие да се любите един друг.“ [Йоан 13:34]
Християнската любов към човека се дава свише и не може да се изпита в пълнотата ѝ без свръхестественото влияние на Господ Исус Христос (оттук и името).Концепцията за християнската любов е тясно свързана и с милосърдието, търпимостта и стремежа към истината.

Любовта дълго търпи и е милостива, любовта не завижда, любовта не се превъзнася, не се гордее, не безобразничи, не търси своето, не се раздразнява, не мисли зло, не се радва на неправдата, а се радва заедно с истината, всичко премълчава, на всичко вярва, на всичко се надява, всичко търпи. Любовта никога не преминава; обаче пророчества ли са, ще се прекратят, езици ли са, ще престанат, знание ли е, ще се прекрати.[Конринтяни 13:4 – 8]

### Концепцията за божествената любов
В християнството Бог е любов. Абсолютно съвършена любов може да съществува само между трите Лица на Светата Троица. Ангелите и хората са призвани да подражават на тази любов и да растат безкрайно в нея. Човешката любов след грехопадението се разглежда като несъвършена, защото е заразена с грях.
Божествената любов е едно от основополагащите и най-важни понятия на християнството. То е неразривно свързано с основния принцип на Бога-Създател – принципа на свободата. Богът-Създател, който е създал Вселената, е създал всичко, което съществува в нея, свободно, тоест имайки правото да определя своята воля. Така е създаден светът, включително и човекът (актът на сътворението е описан в първата книга на Библията – „Битие“). Свободата е благодат, дар от Бога-Създател на всяко негово творение, което има право да бъде (съществува) независимо от Създателя и в същото време да се съединява с Него. Тази форма на връзка (съ-творение) се нарича Божествена любов. Божествената любов е желанието да бъде (съществува) не за лично благо, а за доброто на други, и следователно Божествената любов е неделима от свободата, тъй като актът на Божествената любов се проявява в свободен избор.
Според християнското учение спазването на основните принципи „обичай врага си“, „обичай ближния си както себе си“ – води човека към Божествената любов.
Христос е казал: „Който обича баща или майка повече от Мен, не е достоен за Мен; и който обича син или дъщеря повече от Мен, не е достоен за Мен.“ [Матей 10:37], а също така: „Ако дойде някой при Мен и не намрази баща си и майка си, жена си и децата си, братята си и сестрите си, а още и собствения си живот, не може да бъде Мой ученик.“ [Лука 14:26].

### Понятия на християнството, свързани с концепцията за Божествената любов
Съгласно християнското вероучение, Бог е любов [1Йоан 4:8]
Възвишената любов няма нищо общо с греховната плътска страст. Апостол Павел пише забележителен химн на чистата християнска любов:

Ако говоря с човешки и ангелски езици, а любов нямам, аз съм станал мед що звънти, или кимвал що дрънка. И ако имам пророческа дарба, и зная всички тайни и всяко знание, и ако имам пълна вяра, тъй щото и планини да премествам, а любов нямам, нищо не съм. И ако раздам всичкия си имот за прехрана на сиромасите, и ако предам тялото си на изгаряне, а любов нямам, никак не ме ползува. Любовта дълго търпи и е милостива; любовта не завижда; любовта не се превъзнася, не се гордее, не безобразничи, не търси своето, не се раздразнява, не държи сметка за зло, не се радва на неправдата, а се радва заедно с истината, всичко премълчава, на всичко хваща вяра, на всичко се надява, всичко търпи. Любовта никога не отпада; другите дарби, обаче, пророчества ли са, ще се прекратят; езици ли са, ще престанат; знание ли е, ще се прекрати.[Конринтяни 13:1 – 8]

## В изобразителното изкуство
Любовта (милосърдието) е по-лесно да се изобрази алегорично като любов към ближния, отколкото като любов към Бога:
- Готическо изкуство: фигурата на жена, извършваща шест дела на милосърдието – утоляване на глад, жажда, предоставяне на подслон, обличане, лечение, утешение в неволя.
  - Предоставяне на одежди на оръфания: просяк, стоящ до фигурата на Милосърдието (тя може да държи пакет с вещи), обличащ риза през главата си.
- XIII век: Свети Бонавентура развива концепцията за божествената любов в концепцията за светлина, горящ огън. Тази метафора е лесна за изразяване чрез изобразително изкуство. Оттогава в италианското изкуство фигурата на Милосърдието се изобразява с пламък (обикновено в съд, ваза), който тя държи в ръката си; също със свещ.
- XIV век: фигурата може на високо да държи сърце, сякаш го предлага на Бог. Понякога се добавят атрибути на земна милост (рог на изобилието или кошница с плодове).
  - През Средновековието в изкуството тя се противопоставя на Сребролюбието (фигурата има торба с пари или портмоне, или пълни кован сандък с пари). В Ренесанса (започвайки с Джото), Сребролюбието заменя Завистта, измъчвана от змия. По-късно – Жестокост под формата на жена, нападаща бебе.
- 1-та половина на XIV век: жена, която кърми две бебета. Отначало се свързва с образа на огнено сърце и свещ. По-късно става доминираща в европейското изкуство. По-късно броят на бебетата се увеличава, едно на гърдата.
- Пеликан, който храни малките си със собствената си кръв.